# Hit & Miss
Hit & Miss ist eine britische Fernsehserie, die 2012 mit sechs Episoden auf dem britischen Fernsehsender Sky Atlantic erstausgestrahlt wurde. Die Serie wurde von Paul Abbott geschrieben. Hauptdarstellerin Chloë Sevigny verkörpert in der Serie die transgeschlechtliche Auftragskillerin Mia. Mia erfährt nach dem Tod ihrer ehemaligen Lebensgefährtin, dass sie einen leiblichen Sohn im Grundschulalter hat und ist nun für ihn und seine Geschwister verantwortlich.
Trotz sehr guter Kritiken, Erfolg beim Publikum und Weiterlizenzierungen an ausländische Sender wurde die Serie nach einer Staffel eingestellt.

## Handlung
Die Auftragskillerin Mia arbeitet für einen festen Auftraggeber namens Eddie, um sich damit ihre geschlechtsangleichende Operation zu finanzieren. Mia erfährt nach dem Krebstod ihrer ehemaligen Lebensgefährtin, dass sie einen leiblichen Sohn hat, den elfjährigen Ryan. Für diesen und seine drei Geschwister, die auf einem kleinen Bauernhof in Yorkshire leben, übernimmt sie nun das Sorgerecht. Nun auf dem Land lebend, aber weiterhin für Eddie arbeitend, muss Mia den verschiedenen Rollen gerecht werden. Des Weiteren erschweren ihr ihr Vermieter John und private Probleme das Leben.

## Entwicklung und Produktion
Hit & Miss ist die erste Eigenproduktion des Senders in Großbritannien. Sie basiert auf zwei verschiedenen Ideen, die Abbott durch Sean Conway in einem Drehbuch zusammenführen ließ. Die Hauptdarstellerin Chloë Sevigny zeigte sich von dem Skript beeindruckt, war sich aber zeitweise unsicher, ob sie der Rolle gerecht werden könne und ob nicht ein Mann oder eine Transfrau die Rolle besser spielen könnten, insbesondere im Hinblick auf die Aufnahme durch die LGBT-Community. Die Produzentin Nicola Shindler sagte, man habe das zwar in Betracht gezogen, sich aber letztlich für die beste Schauspielerin entschieden.
Sevigny bemerkte, dass die Produktion insbesondere im Vergleich zur finanziell gut ausgestatteten HBO-Produktion Big Love, in der sie mehrere Jahre mitspielte, ausgesprochen „low budget“ gewesen sei.
Obwohl die Direktorin von Sky Atlantic, Naomi Gibney, erklärte, dass der Sender damit „eine bewusste Investition in britische Dramen“ vorgenommen habe, war bis Anfang Juli 2012 noch unklar, ob die Serie mit einer zweiten Staffel fortgesetzt wird. Am 4. September 2012 wurde dann bekanntgegeben, dass es trotz des Zuspruchs durch Kritik und Publikum keine Fortsetzung geben werde.

## Besetzung und Synchronisation

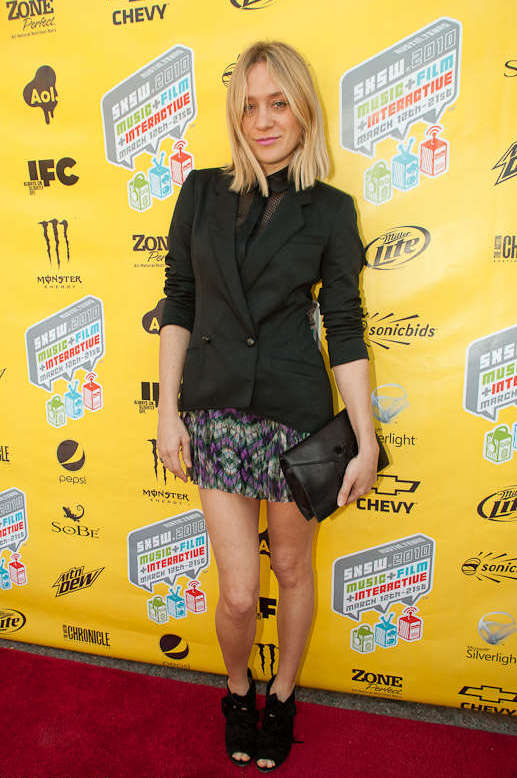
Chloë Sevigny spielt Mia

Die deutsche Synchronisation entsteht nach einem Dialogbuch von Michael Schlimgen und unter der Dialogregie von Axel Malzacher durch die Synchronfirma IRC Production Kunze & Wunder GmbH & Co. KG.
| Rolle                    | Schauspieler     | Auftritt (Episode) | Synchronsprecher     |
| ------------------------ | ---------------- | ------------------ | -------------------- |
| Mia gebürtiger Name Ryan | Chloë Sevigny    | 1–6                | Karen Schulz-Vorbach |
| Eddie                    | Peter Wight      | 1–4                | Roland Hemmo         |
| Ben                      | Jonas Armstrong  | 1–6                | Tim Knauer           |
| John                     | Vincent Regan    | 1–4                | Oliver Stritzel      |
| Riley                    | Karla Crome      | 1–6                |                      |
| Levi                     | Reece Noi        | 1–6                | Ricardo Richter      |
| Ryan                     | Jorden Bennie    | 1, 3–6             | Cosmo Clarén         |
| Leonie                   | Roma Christensen | 1, 3               |                      |
| Liam                     | Ben Crompton     | 1–6                |                      |

## Episodenliste
| Nr. | Deutscher Titel | Originaltitel | Erstausstrahlung UK | Deutschsprachige Erstausstrahlung (D) | Regie            | Drehbuch    |
| --- | --------------- | ------------- | ------------------- | ------------------------------------- | ---------------- | ----------- |
| 1   | Folge 1         | Episode One   | 22. Mai 2012        | 14. Mai 2013                          | Hettie Macdonald | Sean Conway |
| 2   | Folge 2         | Episode Two   | 29. Mai 2012        | 21. Mai 2013                          | Hettie Macdonald | Sean Conway |
| 3   | Folge 3         | Episode Three | 5. Juni 2012        | 28. Mai 2013                          | Hettie Macdonald | Sean Conway |
| 4   | Folge 4         | Episode Four  | 12. Juni 2012       | 4. Juni 2013                          | Sheree Folkson   | Sean Conway |
| 5   | Folge 5         | Episode Five  | 19. Juni 2012       | 11. Juni 2013                         | Sheree Folkson   | Sean Conway |
| 6   | Folge 6         | Episode Six   | 26. Juni 2012       | 18. Juni 2013                         | Sheree Folkson   | Sean Conway |

## Lizenzierungen
Am 2. Juli 2012 erschien die Staffel als DVD. In den USA wurde Hit & Miss ab dem 10. Juli 2012 von DirecTV ausgestrahlt, in Australien ab dem 5. November 2012 auf ABC 2.
In Frankreich strahlte Canal+ die Serie ab dem 21. Februar 2013 aus, in Polen lief sie ab dem 6. März 2013 auf Filmbox Extra, in Deutschland lief sie ab dem 14. Mai 2013 auf RTL Crime.

## Kritik
In Großbritannien erfuhr die Serie bei ihrer Ausstrahlung mehrheitlich gute Kritiken. Der Telegraph lobte, dass die absurd und übertrieben wirkende Geschichte dank des einfühlsamen Drehbuchs von Abbott und des nuancierten Spiels von Sevigny sich als unerwartet bewegend erweise.
In den USA lobte Variety die Serie als „straff und fesselnd“ erzählt. Serienjunkies.de attestierte dem Pilotfilm, er ziehe einen wie ein Sog in die Geschichte um Mia rein, „Weitergucken unbedingt empfehlenswert“.
Bei Metacritic erhielt die Serie einen Metascore von 72/100 basierend auf 16 Rezensionen.